# مرايا 2011 (مسلسل)
مرايا 2011 مسلسل سوري من إنتاج عام 2011  وهو تكملة لسلسلة مرايا الشهيرة من بطولة الفنان ياسر العظمة والتي توقفت منذ عام 2006.
يعرض هذا المسلسل الأحداث الدائرة في المجتمع بأسلوب كوميدي، ويتكون هذا المسلسل من عدة لوحات بحيث يعرض لوحة أو لوحتان وأحيانا ثلاثة في كل حلقة من حلقات مرايا. هذا المسلسل من إخراج سامر برقاوي، ومن إنتاج شركة قبنض.

## الممثلون
- ياسر العظمة
- سليم كلاس
- عابد فهد
- حسن دكاك
- هالة حسني
- مرح جبر
- وفاء موصللي
- سلمى المصري
- صباح الجزائري
- علي كريم
- أيمن بهنسي
- سيف الدين سبيعي
- محمد رافع
- أحمد رافع
- عصام عبه جي
- نيرمين محسن
- زهير رمضان
- صفاء سلطان
- دينا هارون